# Association Sportive Cannes Volley-Ball 2020-2021 (maschile)
Questa voce raccoglie le informazioni riguardanti l'Association Sportive Cannes Volley-Ball nelle competizioni ufficiali della stagione 2020-2021.

## Organigramma societario
Area direttiva
- Presidente: Jerome Rousselin

Area tecnica
- Allenatore: Luc Marquet
- Allenatore in seconda: Eric Rouer, Dušan Pribanović

## Rosa
| N° | Nome               | Ruolo | Data di nascita  | Nazionalità sportiva |
| -- | ------------------ | ----- | ---------------- | -------------------- |
| 1  | Roman Labazhevich  | C     | 28 gennaio 1999  | Francia              |
| 2  | Daniel Gruvaeus    | S     | 20 agosto 1999   | Svezia               |
| 3  | Romain Bregent     | C     | 23 luglio 2002   | Francia              |
| 4  | Allan Tschupp      | P     | 24 gennaio 2002  | Francia              |
| 5  | Tom Liot           | P     | 28 agosto 1998   | Francia              |
| 6  | Adrian Aciobăniţei | S     | 24 agosto 1997   | Romania              |
| 7  | Oleksiy Klyamar    | S     | 11 aprile 1987   | Ucraina              |
| 8  | Danilo Gelinski    | P     | 13 marzo 1990    | Brasile              |
| 9  | Danijel Koncilja   | C     | 4 settembre 1990 | Slovenia             |
| 11 | Wyllan Annicette   | O     | 19 novembre 2000 | Francia              |
| 13 | Taylor Averill     | C     | 5 marzo 1992     | Stati Uniti          |
| 14 | Jérémie Mouiel     | L     | 4 maggio 1995    | Francia              |
| 16 | Kévin Rodriguez    | C     | 13 novembre 1994 | Francia              |
| 18 | Lincoln Williams   | O     | 6 ottobre 1993   | Australia            |
| 19 | Florian Lacassie   | S     | 16 novembre 1990 | Francia              |
| 20 | Florent Izackovic  | P     | 15 agosto 2000   | Francia              |